# اینز نایت آلن
آماندا انیز نایت آلن (Amanda Inez Knight Allen) (زادهٔ ۸ سپتامبر ۱۸۷۶ – درگذشتهٔ ۵ ژوئن ۱۹۳۷)،‏ میسیونری مورمن و سیاستمدار اهل یوتا بود. در ۱۸۹۸ میلادی، وی یکی از تنها دو میسیونری زن برای کلیسای عیسی مسیح قدیسان آخر زمان (کلیسای LDS) شد.
آماندا انیز در نزدیکی پیسون، قلمروی یوتا از جیسی نایت و همسر وی آماندا مک‌ایوان زاده شد. او چهارمین فرزند از پنج فرزند خانواده بود؛ وی دو برادر به نام‌های ریموند و جی. ویل نایت و دو خواهر به نام‌های جینی نایت مانگوم و لون نایت جوردن داشت. خانواده وی به پروو نقل مکان نمودند و انیز نایت در آکادمی بریگم یانگ (BYA) پذیرفته شد. تا سن ۲۲ سالگی، نایت آموزش خود در BYA را به اتمام رسانده و به سنت جورج در یوتا نقل مکان نموده بود، جاییکه او به پژوهش در حوزه نسب‌شناسی آغاز کرد.

## خدمت به عنوان میسیونری در بریتانیای کبیر
در ۱ آوریل ۱۸۹۸، نایت یکی از تنها دو زن بود که درجات قدیسی مربوطه را از سوی کلیسای LDS کسب کرد تا به به‌طور رسمی به عنوان میسیونری تمام-وقت کلیسا انتخاب گردد. زن دیگر، دوست دوران کودکی وی جینی بریمهال بود. جینی بریمهال و انیز نایت دو معاشر میسیونری بودند که برای یک سال در انگلستان ماندند، آنها پروو را در ۲ آوریل ترک نموده و در ۲۸ آوریل ۱۸۹۸ به انگلستان رسیدند. به عنوان میسیونری، به‌طور مکرر از نایت و بریمهال درخواست می‌گردد تا در جلسات عمومی سخنرانی نموده و رساله‌های میسیونری را در جاده‌ها پخش نمایند. از آنجا که نایت و بریمهال، برای یک مدت، تنها میسیونری‌های زن در حال خدمت در اروپا بودند، اغلب از آنها خواسته می‌شد تا برای سخنرانی به اطراف انگلستان سفر کنند. میسیونری جوزف اس. برادبنت در نامه‌ای به دزرت ایونینگ نیوز، نوشت که «هر کدام از خواهران جینی بریمهال و انیز نایت که هر دو اهل پروو هستند، برای مدتی در مورد یوتا و مردم خود صحبت نموده و تعهدهای قوی نسبت به احیای انجیل گاسپیل و همچنین مأموریت مقدس جوزف اسمیت نشان دادند. ۸۰۰ نفر در این گردهمایی که سکوت کامل در آن حاکم بود، حضور داشتند».
نایت و بریمهال نه تنها به‌طور گسترده در انگلستان به سفر پرداختند، بلکه به سایر نقاط اروپا نیز سفر نمودند. نایت گزارش داد که «یک ماه را برای بازدید از شهرهای مشهور در فرانسه، سوئیس، آلمان، بلژیک و هلند» سپری نمود. نایت باور داشت که یکی از اهداف اصلی وی به عنوان میسیونری همانا زدودن این باور شایع در سراسر اروپا بود که زنان مورمن «برده‌های پایمال‌شده هستند». با این حال، نایت و سایر میسیونری‌ها همیشه مورد استقبال قرار نمی‌گرفتند. در فوریه ۱۸۹۹، زمانی که نایت در یک مراسم کلیسا در بریستول شرکت داشت، تمامی پنجره‌ها از سوی شورشیان ضد-مورمن شکسته شدند. نایت، همراه وی و سایر میسیونری‌ها مجبور شدند برای محافظت از خود از پلیس محلی طالب کمک شوند. هرچند جینی بریمهال در نوامبر ۱۸۹۸ به دلیل وضعیت پزشکی نامساعد دوباره به یوتا بازگشت، اما نایت یکجا با چندین همراه دیگر از جمله، لیزا چیپمان و جی. کلارا هالبروک که هر دو اهل یوتا بودند، به تبلیغ مذهبی خود تا ۱۹۰۰ میلادی ادامه داد. با این وجود، بعضی وقت‌ها به‌خاطر کمبود زنان میسیونری، نایت به تنهایی خدمت می‌کرد. او در دفتر خاطرات خود از جلسه‌ای یادآوری می‌کند که در آن «او تنها دختر بود. وقتی بزرگان سخنرانی خود را با گفتن این جمله، برادران و خواهر من، آغاز می‌کردند، من خیلی احساس خودنمایانه داشتم». مناطقی که نایت در آن خدمت کرد مشتمل بر چلتنهام، لندن، کنت و بریستول بود. نایت پس از خدمت برای بیش از دو سال در اکناف بریتانیا، اسکاتلند و ویلز در ماه ژوئن ۱۹۰۰ دوباره از بریتانیا به خانه بازگشت.

## زندگی شخصی و کار اجتماعی
نایت در ژوئن ۱۹۰۲ با رابرت یوجین آلن که یک بانکدار محلی و توسعه‌دهنده اجتماعی برجسته بود، در معبد سالت لیک سیتی ازدواج کرد. رابرت آلن در ۲۱ دسامبر ۱۸۷۷ در کولویل، یوتا از آقا و خانم توماس ال. آلن به‌دنیا آمده بود. آقای آلن در ۱۹۰۵ میلادی در یک مأموریت تبلیغ مذهبی LDS در لیورپول، انگلستان خدمت نموده و در آکادمی بریگم یانگ، جاییکه با نایت آشنا شد، آموزش دیده بود. آنها پنج پسر داشتند، از جمله دبلیو. یوجین جی. نایت، رابرت کی. آلن، جوزف نایت آلن و مارک ائی. آلن.
انیز آلن پس از ازدواج خود نیز در حوزه‌های گوناگونی در درون کلیسا و اجتماع فعال بود. از ۱۹۲۷ میلادی تا زمان مرگ خود (۱۰ سال)، او عضو هیئت عمومی انجمن مساعدت (Relief Society) بود. آلن پس از مأموریت مذهبی خود در بریتانیایی کبیر، برای چندین سال در امور آکادمی بریگم یانگ نیز دخیل بود. در ۱۹۰۰ میلادی، درست چند ماه پس از بازگشت به خانه، آلن به عنوان مدیره-زن «الهیات میسیونری برای دختران» در آکادمی انتخاب گردید. آلن، علی‌رغم چالش‌های شخصی از جمله ابتلا به بیماری آبله در اکتبر ۱۹۰۰، برای دو سال به عنوان مدیره این مدرسه خدمت کرد. آلن به تأسیس شعبه رفاه اجتماع در پروو همکاری نموده و در مؤسسه صلیب سرخ شهرستان یوتا به‌طور فعال کار می‌کرد.
آلن به‌خاطر نقشی که به عنوان یکی از تنها دو میسیونری زن در کلیسای LDS داشت، همواره مورد تقدیر قرار می‌گرفت. در ۱۹۳۴ میلادی، او و جینی بریمهال نایت از سوی رئیس کلیسا هربر جی. گرانت در یک جلسه انجمن یشارا مورد تقدیر قرار گرفتند. علاوه بر رهبری انجمن مساعدت و عضویت در انجمن یاشارا، آلن همچنین در فعالیت‌ها و باشگاه‌های دیگر نیز شرکت داشت، از جمله باشگاه مطالعه نیلک.

## فعالیت سیاسی
آلن در حزب دموکرات در یوتا نیز فعال بود و از همان ایام جوانی در ۱۸۹۵ میلادی، زمانی که ۱۹ سال داشت، در کمیته‌های گوناگون و شعبه‌های مختلف خدمت می‌کرد. وی در ۱۹۳۱ میلادی به عنوان عضو کمیته اجرائی مساعدت بیکاری در شورای مشورتی فرماندار جورج درن انتخاب گردید. او برای چهار سال به عنوان عضو کمیته ملی دموکرات خدمت نموده و در این جریان در دو کنوانسیون ملی، اولی در ۱۹۲۴ میلادی در نیویورک و دومی در ۱۹۲۸ میلادی در هیوستون، تگزاس، شرکت نمود. او باری از طرف حزب دموکرات به عنوان نامزد مجلس سنا معرفی گردیده و از سوی ویلیام جنینگز بریان و هربرت جی. گرانت برای کسب این سمت پشتیبانی گردید. گهگاهی باورهای سیاسی و دینی آلن با هم در تقابل قرار می‌گرفت. زمانی که وی به عنوان عضو کمیته حزب دموکرات خدمت می‌کرد، یکی از حامیان نامزد دموکرات، فرانکلین دی. روزولت در انتخابات ۱۹۳۲ بود. با این وجود، آلن با متمم هجدهم قانون اساسی آمریکا که یکی از وعده‌های انتخاباتی اصلی روزولت بود، مخالفت کرد. در ۱۹۲۴ میلادی، آلن نماینده یوتا در کنوانسیون ملی دموکرات‌ها در کلیولند، اوهایو بود. چون شوهر وی یک جمهوری‌خواه بود، تجارب آلن در عرصه سیاسی گاهی وقت‌ها نادر بود؛ مثلاً، در سال ۱۹۲۴، آلن هم در کنوانسیون ملی دموکرات‌ها و هم در کنوانسیون ملی جمهوری‌خواهان شرکت کرد، در کنوانسیون اولی به عنوان عضو کمیته ملی دموکرات‌ها و در کنوانسیون دومی همراه با شوهر خود، کسی که به عنوان نماینده یوتا شرکت کرده بود. افزون بر آن، آلن در ۱۹۲۸ میلادی به عنوان عضو کمیته ملی زنان دموکرات انتخاب گردید. آلن به‌خاطر فعالیت‌های خود در عرصه سیاست به‌طور مکرر مورد قدردانی قرار گرفته و در جشنواره چهار ژوئیه ۱۸۹۸ یا ۱۹۰۰ پروو، عنوان «الهه آزادی» یوتا را دریافت کرد.